# Хелсинге
Хелсинге (на датски: Helsinge) е град в североизточна Дания, административен център на община Грибсков в Столичния регион. Населението му е около 8 100 души (2016).
Разположен е на 19 метра надморска височина на остров Шеланд, на 9 километра югоизточно от брега на Категат и на 44 километра северозападно от центъра на Копенхаген. Селището се споменава в документи от 1682 година, а в средата на XIX век се превръща в малко градче.